# Reginald Pierson

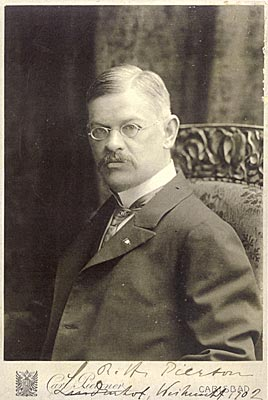
Reginald H. Pierson

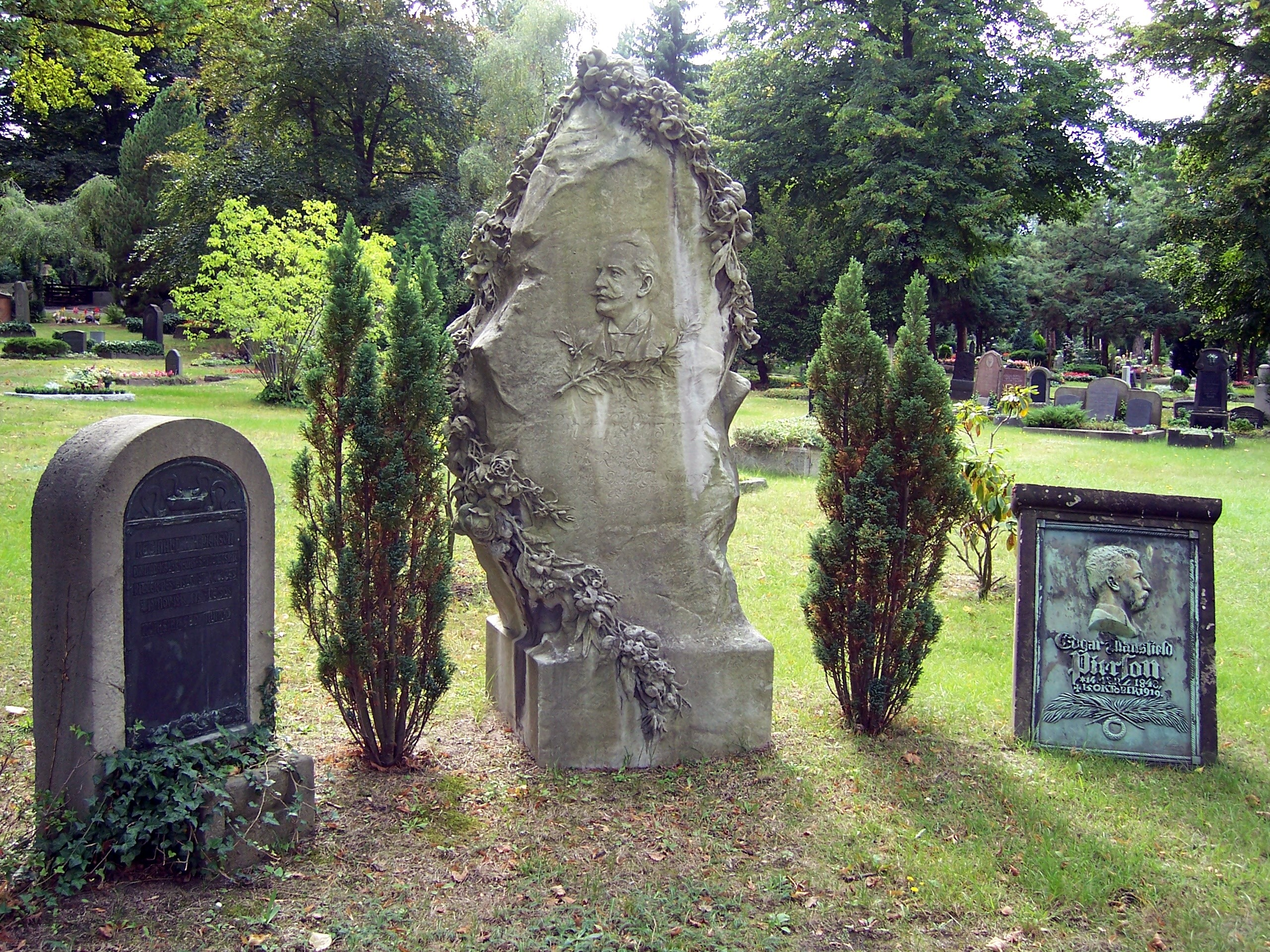
Grób Reginalda Piersona (pierwszy z lewej) na cmentarzu w Dreźnie

Reginald Henry Holmes Pierson  (ur. 19 listopada 1846 w Berlinie, zm. 13 sierpnia 1906 w Dreźnie) – niemiecki lekarz psychiatra, radca sanitarny (sanitätsrat), właściciel zakładu dla nerwowo chorych Lindenhof pod Coswig.
Był najstarszym synem angielskiego kompozytora Henry’ego Hugh Piersona (1815–1873) i jego żony Caroline (1811–1899). Miał dwóch młodszych braci, Edgara Mansfielda (1848–1919) i Henry’ego (1851–1902).
Reginald H. Pierson uczęszczał do gimnazjum w Stuttgarcie, a następnie studiował medycynę na Uniwersytecie Eberharda i Karola w Tybindze oraz Uniwersytecie Juliusza i Maksymiliana w Würzburgu. W 1869 otrzymał tytuł doktora medycyny. Rozpoczął wtedy praktykę w zakładzie psychiatrycznym w Colditz. Brał udział w wojnie francusko-pruskiej. Od 1873 w Dreźnie, gdzie praktykował jako lekarz chorób nerwowych i elektroterapii. Jego podręcznik elektroterapii z 1875 doczekał się kilku wydań, był też tłumaczony na rosyjski, włoski, holenderski i hiszpański. Jako pierwszy opisał młodzieńczą osteochondrozę spojenia łonowego (choroba Piersona). W 1898 otrzymał tytuł radcy sanitarnego.
11 sierpnia 1891 w Upper Norwood ożenił się z Cornelią Chinnery Brown (1861–1946).

## Wybrane prace
- Compendium der Electrotherapie. 2 Aufl. Abel, 1878
- Über Polyneuritis acuta (multiple Neuritis). Breitkopf & Härtel, 1883
- Lindenhof Heilanstalt für Gemüths- und Nervenkranke. F.C.W. Vogel, 1896